# (34450) 2000 SZ80
2000 SZ80 (asteroide 34450) é um asteroide da cintura principal. Possui uma excentricidade de 0.19122830 e uma inclinação de 3.78034º.
Este asteroide foi descoberto no dia 24 de setembro de 2000 por LINEAR em Socorro.